# Gesellschaft des vaterländischen Museums in Böhmen

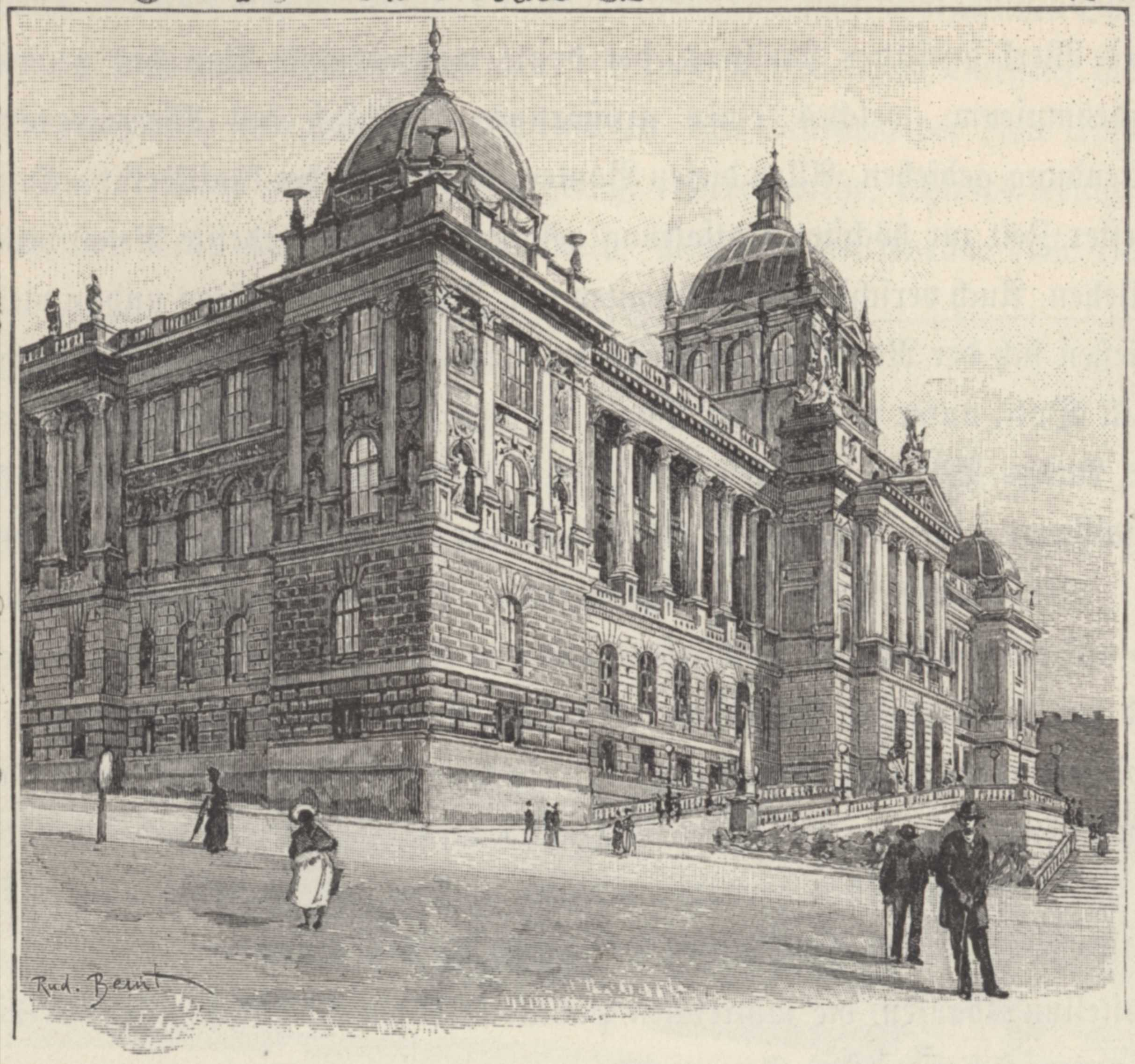
Das Nationalmuseum im Jahr 1896

Die Gesellschaft des vaterländischen Museums in Böhmen war eine Vereinigung namhafter und einflussreicher Personen zur Bildung einer öffentlichen Sammlung naturwissenschaftlicher, historischer, geographischer und bildnerischer Zeugnisse in Böhmen. Ein Resultat dieser Bemühungen ist das Prager Nationalmuseum.

## Gründung und Zweck
Diese Gesellschaft bildete sich infolge eines Gründungsaufrufes im Jahr 1818 durch den Grafen von Franz Anton von Kolowrat-Liebsteinsky. Dieser Initiative kamen zahlreiche Repräsentanten des öffentlichen Lebens im damaligen Königreich Böhmen durch deren Interessensbekundung nach, darunter auch Kaspar Maria von Sternberg und Franz von Sternberg-Manderscheid. Die offizielle Gründungsbestätigung erfolgte zum 11. Juni 1820 durch den österreichischen Kaiser Franz I., der am 14. Juni 1822 ebenfalls die Satzung bestätigte.
Mit dieser Gesellschaft wollten ihre Schöpfer wissenschaftliche Leistungen aus den deutsch- und tschechischsprachigen Bevölkerungsteilen Böhmens integrativ verbinden. 
Der Zweck der Gesellschaft wurde wie folgt beschrieben: „…geordnete Sammlungen von Naturerzeugnissen und Denkmälern der Mitwelt zum nutzbringenden Gebrauche darzubieten und der Nachwelt aufzubewahren.“ Kaspar Maria von Sternberg, der erste Präsident, übte bis zu seinem Tod im Jahr 1838 einen reputablen und außerordentlich förderlichen Einfluss auf diese Gesellschaft und die Entwicklung ihrer Sammlungen aus. Als erster Geschäftsleiter wirkte August Lobkowitz.
In den ersten Jahren ihrer Existenz unterschied man zwischen stiftenden und wirkenden Mitgliedern. Deren Aufgabe bestand in der Einlieferung von Sammlungsobjekten oder der Spende von Geldbeträgen bzw. eines festgesetzten Jahresbeitrages. Die Sammlungsbestände wurden in einem Gebäude der Gesellschaft der patriotischen Kunstfreunde untergebracht. Eine Nutzung der Sammlungsbestände war anfangs an allen Tagen außer Mittwoch und Sonntag in Räumlichkeiten der Bibliothek möglich. Die Gesellschaft gab ab 1827 die Monatschrift der Gesellschaft des vaterländischen Museums heraus. Deren Redakteure waren František Palacký und Pavel Jozef Šafárik.

## Geschichte der Gesellschaft

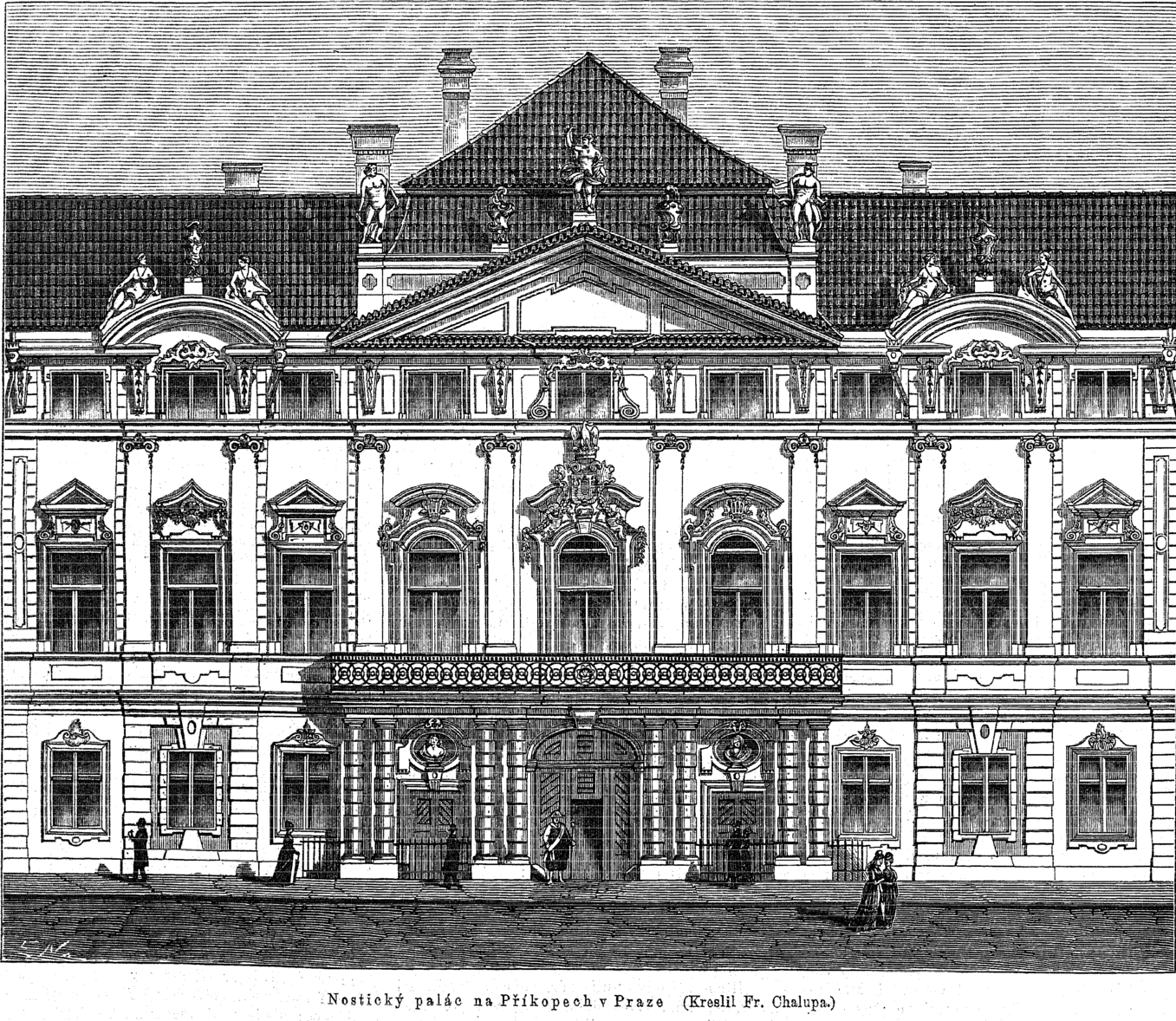
Palais Nostitz, der Sitz des Museums nach 1846

Der gesellschaftliche Zuspruch für diese Institution war sehr hoch. Das belegen die Mitglieder und Ehrenmitglieder nach Zahl und Name seit ihrer Gründung. Darunter zählen u. a. Joseph Thun, Karl Clam-Martinic, August Longin Lobkowitz, Clemens Metternich, Johann Nostitz, Karl Kinsky, Wenzel Berschan von Rothenburg (Domherr von Königgrätz), Johann Wolfgang von Goethe, Alexander von Humboldt, Wilhelm Haidinger, Ernst Friedrich von Schlotheim, Georges Cuvier, Alexandre Brongniart, Jöns Jakob Berzelius, Heinrich von Struve und viele andere Persönlichkeiten.
Im Bericht zur zehnten Mitgliederversammlung am 26. Mai 1832 werden insgesamt 232 Mitglieder aufgeführt. Darunter befanden sich auch einige institutionelle Mitglieder, wie beispielsweise die k. Böhmische Lesegesellschaft, die Königliche böhmische Gesellschaft der Wissenschaften oder die Städte Budweis und Pilsen.
An der Spitze stand ein Verwaltungsausschuss mit dem langjährigen Präsidenten Kaspar Maria von Sternberg. Dieser koordinierte die Arbeit und verwaltete das finanzielle Vermögen.
Der Sammlungsaufbau wuchs so rasch wie die Mitgliederliste. Schenkungen, Ankäufe und Tausch bereicherten die Bestände. Über die Gruppe der Ehrenmitglieder, darunter viele ausländische Personen, erhielt die Gesellschaft wertvolle Objekte, deren Beschaffung nur schwierig oder anders nicht möglich gewesen wäre.
Im Jahr 1832 umfassten die Sammlungen folgende Gruppen:
- in der oryktognostischen Abteilung Mineralien, Fossilien, Meteoriten und Kristallmodelle
- in der Pflanzensammlung getrocknete Pflanzen und Pflanzenteile aus dem In- und Ausland
- in der zoologischen Abteilung Tiere der verschiedenen Gattungen
- in der ethnographischen Abteilung Gebrauchsgegenstände und Kleidung von Völkern, Ausgrabungsobjekte
- in der Sphragidothek eine Sammlung von Siegelabdrücken
- eine Münzsammlung
- eine Bibliothek mit Büchern, Landkarten und Abbildungen

Als Kustoden für den Sammlungsbestand arbeiteten anfangs Karl Bořiwog Presl (für Zoologie und Botanik) und Franz Xaver Zippe (Mineralien und Fossilien). Der Bibliothekar, Archivar und Kustos der Münzsammlung war Václav Hanka. Später wechselte das Personal.
František Palacký übernahm zu Beginn der 1840er Jahre die Geschäftsleitung in der Gesellschaft und bekam dadurch einen wachsenden Einfluss. In seiner Antrittsrede vor der 20. General-Versammlung 1842 spricht er in Bezug auf die Gesellschaft und ihr Museum vom Nationalinstitut und berichtet über Verhandlungen mit der böhmischen Standesvertretung zwecks eines Museumsneubaus in der Prager Altstadt. Die Kurzbezeichnung Museum setzte sich nun im Sprachgebrauch endgültig durch. Der neue Präsident Joseph Graf von Nostitz verwendet in seiner Antrittsrede den Begriff böhmisches Landesmuseum. Die angehende kulturell-intellektuelle Spaltung Böhmens in der Vormärzzeit wirft mit diesem Terminus beispielartig ihre Schatten voraus.
Ab 1846 waren die Museumssammlungen im Palais Nostitz untergebracht, das 1845 zu diesem Zweck von den böhmischen Ständen erworben worden war. Diese Lösung ergab sich, nachdem die Bemühungen zur Schaffung eines Franciscaneums in Prag gescheitert waren. Dort verblieben die Sammlungen bis zum Umzug in das heutige Gebäude am Wenzelsplatz.

### Tschechischsprachige Literatur
Im Jahr 1830  verfügte der Verwaltungsrat der Gesellschaft die Konstituierung eines Comités zur wissenschaftlichen Pflege der vaterländischen Sprache und Literatur. Gleichzeitig begann eine Sammlung von Spendenmitteln, um diesen Sonderbereich zwecks Förderung der böhmischen Sprache aufzubauen. Ende des Jahres 1831 waren für dieses Vorhaben 2.597 Konventionstaler aufgebracht worden. Darauf begann die Gesellschaft im Folgejahr mit der Herausgabe ausgewählter Werke und einer Quartalsschrift in tschechischer Sprache. In diesem Komitee wirkten František Palacký, Johann Presl und Josef Jungmann.

Diese Personen spielten für den Prozess der tschechischen Nationalen Wiedergeburt in Böhmen eine herausgehobene Rolle. Sie haben dabei wesentlich zur Nationalisierung der Gesellschaft des vaterländischen Museums in Böhmen beigetragen.
Im Jahr 1837 unterstützte die Gesellschaft die Herausgabe des böhmischen Wörterbuches von Joseph Jungmann.

## Wirkungen
Der Bedarf nach umfassender wissenschaftlicher Forschung in Böhmen des 19. Jahrhunderts und das besondere Verhältnis zur zentralen Macht in Wien erzeugte unter den Intellektuellen Böhmens einen zunehmend eigenständigen Weg mit jeweils nationaler Prägung. Die divergenten Interessen zwischen deutsch- und tschechischsprachiger Bevölkerung nahmen auch auf diesem Feld spürbar zu. In der Folge dieser Tendenz beteiligte sich die Gesellschaft als ideelle und wissenschaftliche Trägerorganisation an dem 1864 gegründeten Comité für die naturwissenschaftliche Landesdurchforschung von Böhmen. Erkennbar wird dabei, dass auf diesem Weg besonders national-tschechisch orientierte und hervorragende Wissenschaftler in eine fachlich exponierte Position gelangten. Zu ihnen gehörte das Reichsratsmitglied Jan Krejčí, der bedeutende Arbeiten zur Erforschung der Böhmischen Kreide leistete und ab 1881 Universitätsvorlesungen in Tschechisch abhielt. Ferner zählten dazu die Naturwissenschaftler Karl Kořistka, Johann Purkyně und der Historiker Wenzel Tomek.
Aus den Sammlungen der Gesellschaft des vaterländischen Museums in Böhmen bildete sich später das Nationalmuseum in Prag. Mit der Eröffnung am 18. Mai 1891 des noch heute dafür genutzten Bauwerkes fanden die Sammlungen ihre aktuelle Heimstätte. Die Gesellschaft wurde im 20. Jahrhundert verstaatlicht.